# Zheng Saisai
Zheng Saisai (født 5. februar 1994) er en kinesisk tennisspiller.
Hun repræsenterede Kina under Sommer-OL 2016 i Rio de Janeiro, hvor blev hun slået ud i anden runde i single.

## Eksterne Henvisninger
- Zheng Saisais profil på Olympics.com (engelsk)
- Zheng Saisais profil på Sports-Reference OL-resultater (arkiveret) (engelsk)
- Zheng Saisais profil på Olympedia (engelsk)
- Zheng Saisais profil hos WTA Tennis (engelsk)
- Zheng Saisais profil hos ITF Tennis (engelsk)
- Zheng Saisais profil hos Fed Cup (engelsk)
- Zheng Saisais profil hos ITF Tennis (engelsk)